# Christina Niederer
Christina Viktoria Niederer (* 15. September 1996 in St. Gallen) ist eine ehemalige Schweizer Eiskunstläuferin und Tänzerin mit russischen Wurzeln, die im Einzellauf bzw. im Tanzsport startete. Sie ist die Schüler-Vizeschweizermeisterin 2006, die Junioren-Schweizermeisterin 2007 und 2008, Bronzemedaillengewinnerin der Schweizermeisterschaften 2009 und die Vize-Schweizermeisterin 2010 im Tanzsport. Christina Niederer gehörte im Eiskunstlaufen zum Swiss Olympic Team der Schweiz. Sie hat auch die russische Staatsangehörigkeit. Christina Niederer absolvierte erfolgreich ihr Bachelor und Master Studium an der Universität St. Gallen und arbeitete daraufhin einige Jahre im Private Banking in Zürich. 2022 trat sie dem Familienunternehmen in der Immobilien- und Hotelleriebranche bei und ist seither Direktorin der Postresidenz am See in Arosa. 

## Weblinks

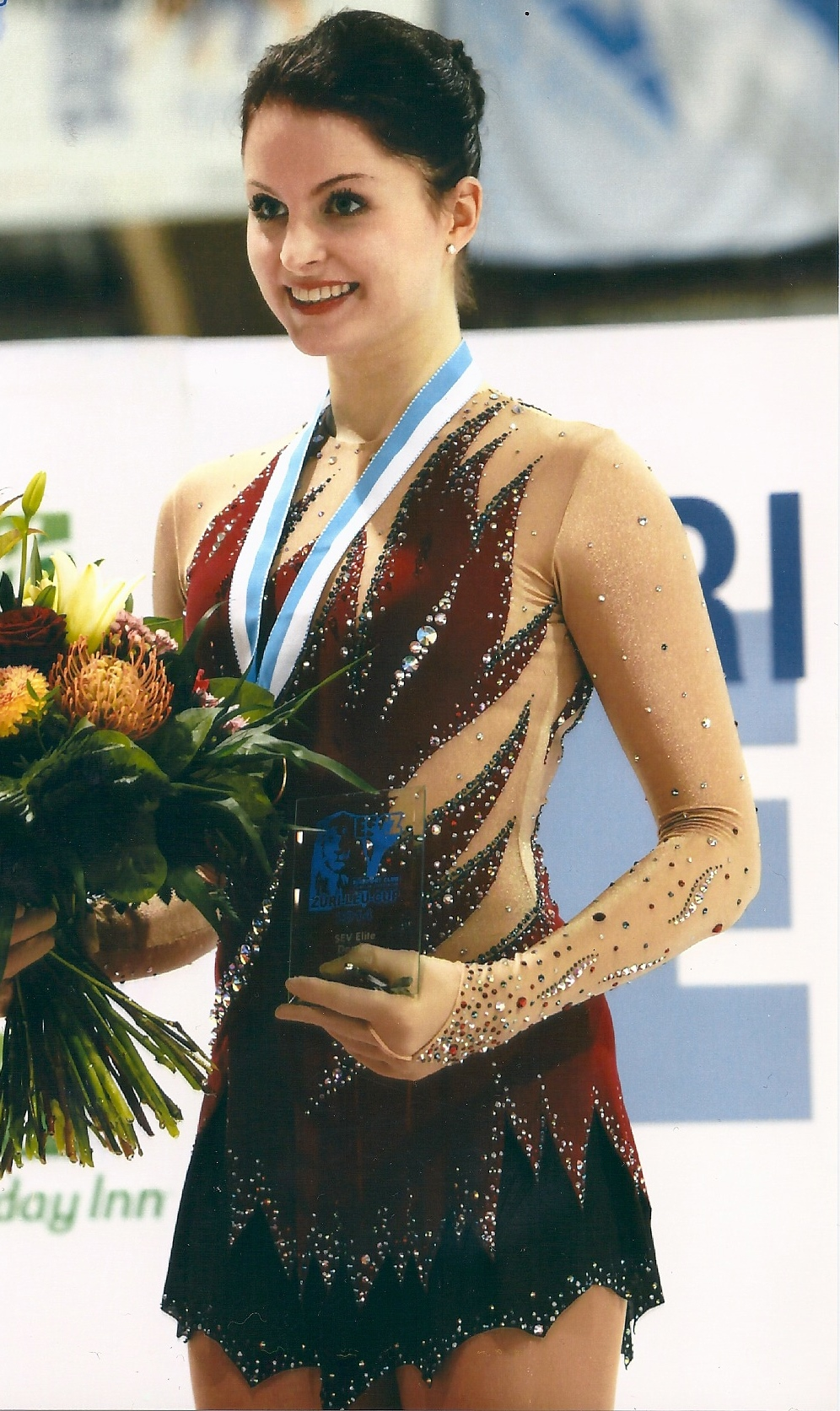
Christina Niederer während der Siegerehrung am Swiss Cup Zürich 2014

## Werdegang

### Familie
Christina Niederer ist die Tochter von Marcel Niederer, der ebenfalls Sportler war, und einer gebürtigen Russin. Sie hat zwei Schwestern. Sie lebt mit ihrer Familie in Rorschacherberg, Schweiz.

### Tanzsport und Eiskunstlauf
Niederer begann im Alter von 7 Jahren mit dem Tanzsport. Etwa gleichzeitig nahm sie ihre Eiskunstlaufkarriere beim EV Mittelrheintal in Angriff. Mit 9 Jahren begann sie professionell zu trainieren. Ihre ersten Trainer waren Daniel Steinmann und Martinas Kura im Tanzsport und Claudia Aebischer im Eiskunstlaufen. Im Alter von erst 11 Jahren wurde Niederer mit ihrem damaligen Partner, David Büchel, Juniorenschweizermeisterin im Latein- und Standardtanz. 2008 verteidigten sie ihren Titel. Parallel dazu startete Niederer im Eiskunstlaufen ebenfalls an den Schweizermeisterschaften. Nachdem Niederer im Alter von nur 14 Jahren mit ihrem Tanzpartner, David Büchel, die Silbermedaille in der Hauptkategorie an der Schweizermeisterschaft geholt hatte, beendete sie ihre Tanzkarriere und fokussierte sich auf das Eiskunstlaufen. Im Alter von 15 Jahren wechselte sie zu Elena Romanova und trainierte jeweils in der Sommersaison bei Wiktor Kudrjawzew. Mit 15 Jahren absolvierte Niederer den Goldtest und qualifizierte sich somit für die Elite-Schweizermeisterschaften. Sie durchlief alle Kategorien und nahm von 2009 bis 2015 an allen Schweizermeisterschaften teil. 2014 änderte sie ihr Umfeld und wechselte zum Eissportclub Zürich-Oerlikon und zu Gheorghe Chiper. Aufgrund einer Hüftverletzung entschied sie sich dazu, die Disziplin zum Eistanz zu wechseln. Mit ihrem damaligen, ukrainischen Eistanzpartner fuhr sie im Frühjahr 2015 nach Moskau, um beim ehemaligen Eistanzpartner von Anna Semenovich, Denis Samokhin, zu trainieren und eine international erfolgreiche Saison anzustreben. Während des Sommertrainings in Russland stürzte sie bei einer Hebefigur schwer und erlitt eine Gehirnerschütterung. Als Folge dessen beendete sie ihre sportliche Karriere und nahm ihr Studium an der Universität St. Gallen (HSG), wo sie Betriebswirtschaft studierte, auf.

### Berufliches
Christina Niederer absolvierte erfolgreich ihr Bachelor und Master Studium an der Universität St. Gallen und arbeitete daraufhin bis Anfang 2022 im Private Banking in Zürich. 2022 trat sie dem Familienunternehmen in der Immobilien- und Hotelleriebranche bei und ist seither Direktorin der Postresidenz am See in Arosa.

## Ergebnisse
| Wettkämpfe                                                                                   | 2006                                            | 2007                                            | 2008                                            | 2009          | 2010          | 2011  | 2012 | 2013 | 2014 | 2015 |
| -------------------------------------------------------------------------------------------- | ----------------------------------------------- | ----------------------------------------------- | ----------------------------------------------- | ------------- | ------------- | ----- | ---- | ---- | ---- | ---- |
| Schweizermeisterschaften Tanzsport (Standardtänze, Lateinamerikanische Tänze und Zehn Tänze) | 2.S Standardtänze 3.S Lateinamerikanische Tänze | 1.J Standardtänze 1.J Lateinamerikanische Tänze | 1.J Standardtänze 2.J.Lateinamerikanische Tänze | 3. Zehn Tänze | 2. Zehn Tänze | –     | –    | –    | –    | –    |
| VM Eiskunstlauf                                                                              | 7.                                              | 2.                                              | 2.                                              | –             | 1.            | 1.    | 1.   | 1.   | –    | –    |
| Zürcher Kantonalmeisterschaft Eiskunstlauf                                                   | –                                               | –                                               | –                                               | –             | –             | –     | –    | –    | 1.   | –    |
| Ostschweizermeisterschaft Eiskunstlauf                                                       | –                                               | –                                               | –                                               | –             | 3.N           | 1.N   | 1.N  | 2.J  | 1.   | –    |
| Trophée Romand, Compétition Internationale Eiskunstlauf                                      | –                                               | –                                               | –                                               | –             | –             | –     | 3.J  | –    | 2.   | –    |
| Schweizermeisterschaft Eiskunstlauf                                                          | –                                               | –                                               | –                                               | 24.M          | 11.J          | 10.N* | 5.N  | –    | 10.J | 14.  |
| Swiss Cup Zurich Eiskunstlauf                                                                | 1.S                                             | –                                               | 9.M                                             | 5.N           | –             | –     | –    | 3.J  | 1.   | –    |
| European Criterium Eiskunstlauf                                                              | –                                               | –                                               | –                                               | –             | –             | 2.N   | 2.J  |      | –    | –    |
| Swiss Cup Chur Eiskunstlauf                                                                  | –                                               | –                                               | –                                               | 3.N           | 1.N           | 3.N   | 2.J  | –    | –    | –    |
| Alpenpokal Eiskunstlauf                                                                      | –                                               | –                                               | –                                               | –             | –             | –     | –    | 6.J. | 4.   | –    |

S = Schüler, N = Nachwuchs, J = Junioren